# Reaktor
Reaktor（リアクター）は、独ネイティヴ インストゥルメンツ社が開発している、主として音の生成や、音響合成・音響効果といったフィルタなどを、グラフィカルな統合環境でモジュールを組み合わせるなどしてビジュアルに構成できるソフトウェアである。これらの処理は信号処理であり、ある種の数式処理系であるともいえる。

## 概要
シンセサイザー、サンプラー、ドラムマシン、エフェクター、シーケンサーなど、設計次第では音響合成以外の用途のソフトウェアも構成できる。古典的なシンセサイザーの再現や新鋭の音響生成機器など、様々な設定が予め組み込まれている。これに加え、2000以上にのぼる無償のソフトウェアシンセサイザーを User Library からダウンロードすることもできる。一部を除くほとんどのプログラムを、利用者が細部に渡って解析・改変できる。

## 歴史
1994年、Stephan Schmittがベルリンのホームオフィスで開発を始める。
1996年、GENERATOR Version 0.96という名で、Native Instruments社の1stプロダクトとしてリリースされた。この時点ではレイテンシの操作などの為に独自開発の専用サウンドカードが必要であった。
1998年、Windows環境下での標準的なサウンドカードを使用できるように再設計されたGENERATOR Version 1.5をリリース。
1999年、製品名をREAKTOR(別名 Generator/Transformator)と改め、Windows及びMacintosh用にVersion 2をリリース。新機能としてフィルタ及びエンベロープの統合されたリアルタイム表示とグラニュラーシンセシスが搭載された。
2000年、VST、DirectConnect(Digidesign Pro Tools用)、MAS(Mark of the Unicorn Digital Performer用)、DirectX形式のプラグインをサポートしたVersion 2.3をリリース。
2001年、オーディオエンジンとグラフィカルユーザインタフェースを再設計し、制御、データ管理に関するモジュールを追加したVersion 3をリリース。
2002年、VSTパフォーマンスとサンプル処理の改善、Windows、Macintosh間での互換性を向上したVersion 3.5をリリース
2003年、外部シーケンサを使用した際の安定性向上、ファクトリーライブラリの充実、グラフィカルユーザインタフェース及びVSTパフォーマンスの改善、Audio Unitsへの対応を行ったVersion 4をリリース。
2005年、DSPを従来よりもより深いレベルで詳細に設計できるCOREテクノロジーを搭載、64bit環境に対応したVersion 5をリリース。また、同年リリースされたVersion 5.1では新しいCORE Cellモジュールや新たなファクトリープリセットの追加、バグ修正などが行われた。
2010年、Version 5.5をリリース。グラフィカルユーザインタフェースの改善、スタンドアローンモードでのフルスクリーン機能、サインバンクモジュール及びモーダルバンクモジュールの追加、サンプルマップエディターの改善、新たなファクトリープリセットの追加など大幅な改善、拡張が行われた。
2011年、Version 5.6をリリース。Windows及びMacOSの64bit環境に対応。画像モジュールのPng形式対応。キーボードショートカットの変更も行われた。
2012年、ワイヤデバッグモードの搭載と多くのバグフィックスを行ったVersion 5.7、及び、OSCに対応、合わせてOSC関連モジュールの追加、MIDI処理の改善、サンプルの管理、及びサンプラー関連モジュールの改善が行われたVersion 5.8をリリース。
2013年、Version 5.9をリリース。MACINE2.0ホストソフトウェアとの統合、Avid Pro Tools AAXプラグインのサポート、他各種バグの修正。
2015年、Ver6をリリース。新しい「Blocks」の導入により、ラックマウントスタイルのモジュラーシンセサイザーを模したビジュアルとパッチングを作成できるようになった。また、Primary、Core Macroのライブラリーの再設計により、サウンドクオリティの改善やCPU処理の効率化、グラフィカルユーザインタフェースの刷新により、視認性の向上や表示領域の有効利用ができるよう図られている。
2016年、Version 6.1をリリース。Ableton Link機能を搭載。対応デバイス、アプリケーションとのタイミング同期が容易となった。
2017年、Version 6.2をリリース。LogicのMIDI FXに対応。その他Coreモジュール内QuickBusのコピー＆ペーストの改善。
また、REAKTORとREAKTOR Player専用のサードパーティー製インストゥルメントを導入。Twisted Tools、Tim Exile、Heavyocity、Blinksonic、Tonsturmの製品が第1弾のパートナーとして利用可能となった。
2018年、Version 6.2.2をリリース。非転置非線形サイレンキーフィルタ、レゾナンス-4で自己発信する8極ラダーフィルタ、6極および8極バターワースフィルタ、レゾナンス付き第2種バターワースフィルタ、ノッチ数を変更可能なフェイザー、バーバーポール/スルーゼロフェイザーとフランジャー、ハーモニックフェイザー、非対称オーバードライブ、アンチエイリアス版非対称オーバードライブ、ビット/サンプルレートリダクション、コンプレッサー、テンポ/トランスポート位置に同期するLFO、LFOツールキット、ゼロクロス検出イベント処理マクロの追加。クロスオーバーマクロ、シェルビングフィルタの再設計。ファイルブラウザがMacOS 10.13以降のAPFS形式でフォーマットされたディスクに対応。
2019年、Version6.3.0をリリース。Blocksフレームワークの全面的な見直しを行い、新しいRackファイルフォーマットを追加。これによりDAWセッションでのパッチの保存や、新たに追加されたRackモードにより、structure画面に移行せずともGUI上で各ブロックをパッチングできるようになった。この機能はReaktorの無償版である、ReaktorPlayerでも利用可能であり、無償版での音作りの自由度が大幅に改善した。しかし、GUIによるパッチングは6.3.0リリース時点で、Native Instruments公式製品と一部サードパーティー製品のみでの利用が可能となっている。また、Maschine、及び、Komplete KontrolのExtended viewでパネルのパッチを適用できるようになった。
6.3.0リリースと同時に23のBlocksと50以上のプリセットを備えたBlocks Plimes(Reaktorユーザーには無償提供。ReaktorPlayerへは有償で追加可能)、新しい無償製品であるKomplete StartとBlocks Baseもリリースされた。テキストモージュール用に新たなフォント「Roboto Condensed Light」が追加された。
2021年、Version6.4.2をリリース。macOS Big Surに対応。このバージョンより32bitバージョンは提供されない。

仮想モジュラー・エコシステムがNIコミュニティーに開かれ、Racks内でUser Blocksのパッチが可能となった。

また、User LibraryからのBlocksも、Racksモードでの使用、設定が可能になり、パネル正面でパッチ、プレイ、保存を容易に行えるようになった。

User Blockディレクトリ内に置かれているUser Blocksは、REAKTORブラウザーのLibraryタブから直接アクセスでき、Rack内の検索ボックスから検索ができる。

あわせてMASCHINE SequencerとNiji Drums モジュールもアップデートされ、Racksと正面パネルからのパッチングに対応した。
2023年、Version6.5.0をリリース。macOS Venturaに対応。このバーションより、Apple siliconにネイティブ対応。また、VST3にも対応。リリース時点で最新の制作環境に対応した。

MaschineプロジェクトとKomplete Kontrolを使用したプロジェクトのVST2からVST3への自動移行機能、Cubase、Maschine、Komplete Kontrol ホスト チャンクの Reaktor 5 から 6 への移行を追加。

## REAKTORファクトリーライブラリ
REAKTORファクトリーライブラリは、Native Instruments社が設計製作し、スタンドアローンの楽器として、またはリバースエンジニアリングの教育リソースとして使用できるさまざまなサウンドジェネレータやエフェクターである。

### エフェクター
- Analogic Filter Box
- Anima
- Banaan Electrique
- Classic Vocoder
- Cyan
- Echomania
- EnFX
- Fast FX
- Flatblaster
- Fusion Reflections
- Grainstates FX
- Longflow
- Resochord
- Space Master 2
- SpaceMaster
- Spring Tank
- Two Knees Compressor

### グルーブボックス
- Aerobic
- GoBox
- Krypt
- L3
- Limelite
- Massive 1.1
- Newscool
- Random Step Shifter
- Rhythmaker
- Sinebeats 2
- Splitter
- Vectory

### サンプラー
- BeatSlicer 2
- Memory Drum 2
- Grainstates SP
- Travelizer
- Lurker

### シーケンスド シンセサイザー
- Akkord
- Atmotion
- BlueMatrix
- Vierring
- WaveWeaver

### シーケンサー
- Spiral
- SQ16
- SQ8
- SQ 8x8
- SQ
- SQX

### サウンドジェネレーター
- Metaphysical Function
- Skrewell
- Space Drone

### シンセサイザー
- 2-Osc
- Carbon 2
- Carbon
- Equinoxe Deluxe
- FM4
- Gaugear
- Green Matrix
- Grobian
- Junatik
- Kaleidon
- Lazerbass
- Nanowave
- Oki Computer 2
- Photone
- SoundSchool Analog
- Steam Pipe 2
- Steam Pipe
- SubHarmonic
- Sum Synth
- Titan

## REAKTOR Blocks
REAKTOR BlocksはREAKTOR上でモジュラーシンセサイザーをパッチングするように、様々なBlocks(モジュラーシンセサイザーでは単体のモジュールに相当する)を組み立てて、シンセサイザーを構築するために提供されるモジュール群である。一定のコンセプトを持ち、デザインが統一されたいくつかのモジュールセットが標準で提供され、見た目にもモジュラーシンセサイザーのような雰囲気を醸し出している。また、直流信号を出力できるオーディオインターフェイスを使用することにより、CV/GATE方式で動作するモジュラーシンセサイザーなどと連携することもできる。

### Bento Box
- VCA (AMP)
- SVF (FLT)
- Mix (MIX)
- XFade (MIX)
- ADSR Envelope (MOD)
- LFO (MOD)
- Oscillator (OSC)
- CV Processor (PRO)
- Sample & Hold (PRO)
- 4 Mods (SEQ)
- 8 Steps (SEQ)

### Boutique
- Dual SKF (FLT)
- Multiwave OSC (OSC)
- OSC 5 (OSC)

### Digilog
- Quantizer (PRO)
- Clock Divider (PRO)

### DRIVER
- DRIVER (EFX)

### Kodiak
- Curve Sequencer (SEQ)
- Duality Osc (OSC)
- Flip Gen (OSC)
- Morph Filter (FLT)
- Shift Sequencer (SEQ)

### Modern
- Paul Filter (FLT)
- Comb Filter (FLT)

### MONARK
- MONARK Filter (FLT)
- MONARK ADS ENV (MOD)
- MONARK Oscillator (OSC)

### ROUNDS
- ROUNDS Delay (EFX)
- ROUNDS Reverb (EFX)
- ROUNDS LFO (MOD)

### Util
- Scope (AUX)
- Clock (INT)
- Gates & Trigs (INT)
- Macro Knobs (INT)
- Macro Switches (INT)
- MIDI Out (INT)
- Note In (INT)
- Pitch CV Out (INT)
- Trig In (INT)
- CV Mix (MIX)
- Level Mono (MIX)
- Level Stereo (MIX)
- Mix 4 (MIX)

### West Coast
- LPG (FLT)
- CFG (MOD)
- DWG (OSC)
- XYS (SEQ)

## 関連製品
内部構造の解析、変更ができないものの、REAKTOR上で動作する追加ライブラリがリリースされている。また、REAKTORを購入せずともこれらのライブラリを使用できるプラットフォームとして、機能の限定されたREAKTOR6PLAYERも無償公開されている。

### シンセサイザー
- Flesh (4つのPCM波形を素に複雑に変調、シンセサイズし、ループサウンドを生成するパフォーマンスシンセサイザー)
- FORM (サンプルを複雑にシーケンス、変調し、サウンドを生成するPCMシンセサイザー)
- KONTOUR（4つのマクロコントローラーと、複雑な変調機能を有した、フェーズモジュレーションシンセサイザー）
- MIKRO PRISM（REAKTOR PRISMの機能限定 無償版）
- MONARK（Minimoogを再現したバーチャルアナログシンセサイザー）
- RAZOR（倍音加算方式を採用し、各種フィルターやヴォコーダー機能を搭載したアディティブシンセサイザー）
- REAKTOR SPARK（複雑な変調機能、ウェーブシェイパーを有した減法シンセサイザー）
- REAKTOR PRISM（エキサイターに外部音声を入力し、エフェクターとしても使用できる物理モデリングシンセサイザー）
- ROUNDS（バーチャルアナログ音源とFM音源を組み合わせ、複雑にシーケンスするアドバンスドシーケンスシンセサイザー）
- SKANNER XT（二つのPCM波形を素に複雑に変調、シンセサイズし、８つのプリセットをモーフィングしながら新たなサウンドを生成するモーフォロジカルシンセサイザー）
- TRK-01（エレクトロミュージックのベース、キックサウンドに特化したシーケンサーを搭載したシンセサイザー）

### ドラム・パーカッション
- POLYPLEX（ドラムサンプラー）

### エフェクター
- MOLEKULAR（モジュラー式マルチエフェクトシステム ）
- THE FINGER（パフォーマンス、リミックス、エフェクト）
- THE MOUTH（シンセサイザー、マルチエフェクト）

## 動作環境
スタンドアローン動作では、Windows環境下でASIO、WASAPI、MacOS環境下でASIO、Core Audioに対応。その他、DAWなどのプラグインとしてVST、Audio Units、AAX Nativeに対応。

## 競合ソフトウェア
- FlowStone
- Max/MSP
- OpenMusic
- Pure Data
- Quartz Composer
- SynthEdit

グラフィカルではないが音響信号処理をプログラム可能なソフトウェア
- SuperCollider

## REAKTORを使用する主なアーティスト
- Apparat
- A Smooth Architect
- Atsushi Nakayama (エレクト浪人)
- Autechre
- バーナード・サムナー (New Order)
- Boys Noize
- Cycles & Spots
- Chihei Hatakeyama
- Chris Cross (Ultravox)
- Cuckoo
- Daniel Miller
- Errorsmith
- Deadbeat
- デッドマウス
- eli walks
- Fat Jon
- Feadz
- Gary Numan
- Haruo Takimoto
- Hiroaki Kobayashi
- Hollin Jones
- imoutoid
- James Valentine (Maroon 5)
- Jean Michel Jarre
- Jimmy Edgar
- kaz_x
- KIYOSHI MURAI
- kraftwerk
- LaMar Mitchell
- Liam Howlett (The Prodigy)
- Luke Abbott
- Machinedrum
- Masatoshi Arai (新井理生)
- Masayoshi Sakaguchi (Barium)
- Megumu Otani
- Mo Volans
- Modeselektor
- Mouse on Mars
- Nadine Neven
- Noah Passavoy (Maroon 5)
- NUMB
- OSTER
- Owen Vallis
- Paula Temple
- Paul Hartnoll (Orbital)
- Peter Kirn
- Quark
- Richard Devine
- Riva Starr
- Rounik Sethi
- Roy Okashima
- Sarufaromeo
- Satoshi Suzuki
- Squarepusher
- Starkey
- Stephan Schmitt
- TAKAAKI ITOH
- Tassilo Ippenberger (Pan-Pot) (Mobilée)
- Tim Exile
- Thorsten Quaeschning (Tangerine Dream)
- tyema
- Walter Merziger (Booka Shade)
- Wataru Kokei
- Yuki Ohtsuka (Molecule Plane)
- 角出拓生
- 黒魔 (Chroma)
- 坂本龍一
- テイ・トウワ
- 藤巻浩
- 長月秋霖